# Caso Scala

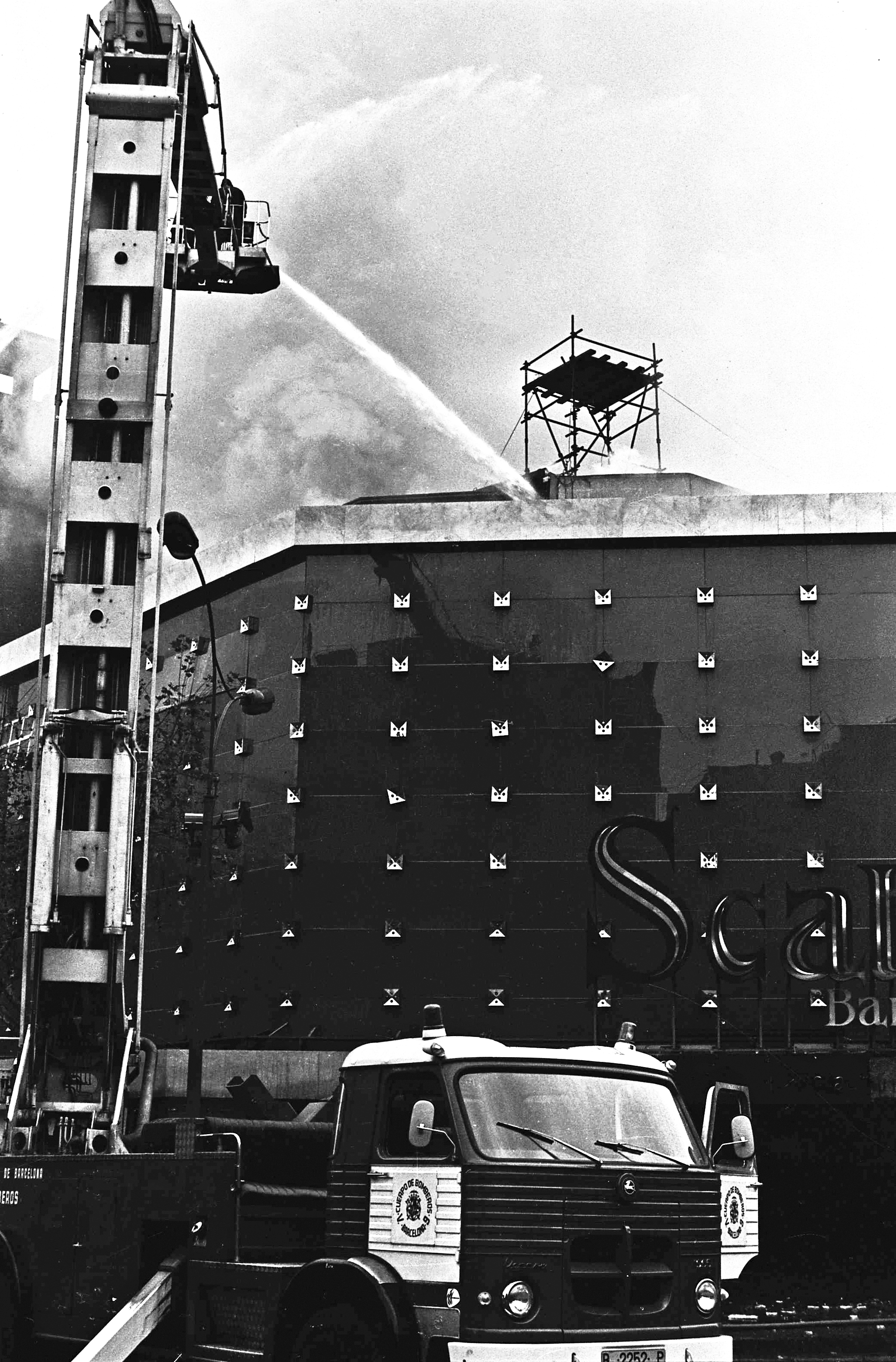
L'edificio della discoteca Scala mentre brucia.

Il caso Scala è stato il processo giudiziario per un incendio provocato nel locale Scala di Barcellona nel 15 gennaio 1978 che portò alla morte di quattro persone, nel quale si provò ad incolpare alle organizzazioni anarchiche Confederación Nacional del Trabajo (CNT) e Federación Anarquista Ibérica (FAI).

## I fatti
Durante la mattina del 15 gennaio 1978 si tenne a Barcellona una manifestazione autorizzata convocata dalla CNT, alla quale parteciparono circa 15.000 persone. La manifestazione si opponeva ai Pactos de la Moncloa ("patti della Moncloa"), cioè ai patti che si stipularono tra il Governo spagnolo, i partiti politici ed i sindacati durante la transizione spagnola, ai quali la CNT non aderì perché avrebbe pregiudicato i lavoratori. Finita la manifestazione, verso le 13:15, un gruppo di giovani lanciarono diverse molotov contro la facciata in pietra dell'edificio della Scala di Barcellona. Secondo la polizia questo atto provocò l'incendio e posteriormente il crollo di tutto l'edificio, causando la morte di quattro lavoratori - Ramón Egea, Juan López, Diego Montoro e Bernabè Bravo – paradossalmente affiliati alla CNT, che si trovavano nel locale in quel momento.
La stampa speculò sugli autori dell'attacco, alcuni imputandolo ad assassini comuni, altri a fatti relazionati con il locale ed incluso si stabilirono relazioni con una campagna a favore della libertà di espressione in solidarietà di Albert Boadella. Finalmente il martedì 17 gennaio, un comunicato del Cuerpo Nacional de Policía informò dell'arresto degli autori dell'attentato, che furono relazionati con il sindacato anarchico Confederación Nacional del Trabajo.
Il giornale della CNT francese pubblicò a Tolosa il coinvolgimento di collaboratori della polizia come autori, infiltrati nella CNT giusto prima dell'accaduto.
Prima della manifestazione furono collocati dei materiali incendiari dentro l'edificio, dato che fu impossibile per delle molotov lanciate contro la facciata di pietra distruggere tutto lo stabilimento, esclusa proprio la facciata che paradossalmente rimase in piedi.

## Processo giudiziario
L'udienza del caso Scala si tenne nel dicembre del 1980. Gli avvocati difensori (Loperena, Palmés, Krauel e Seguí) richiesero che il ministro del governo, Rodolfo Martín Villa assistesse per dichiarare, però non lo fece. La posizione della difesa puntava ad un montaggio della polizia orchestrato grazie ad infiltrati nella CNT con l'obiettivo di discreditare il sindacato agli occhi dei lavoratori ed evitare così la sua diffusione in Catalogna. La sentenza condannò a Josè Cuevas, Xavier Cañadas ed Arturo Palma a 17 anni di carcere come autori di un delitto di omicidio involontario e per fabbricazione di esplosivi; Luis Muñoz fu condannato a due anni e sei mesi per favoreggiamento, e Rosa López, a 5 mesi per occultamento. Il ricorso presentato dagli avvocati difensori fu scartato dal Tribunale Supremo spagnolo.
Con il passo del tempo si scoprì il ruolo cruciale e decisivo che ebbe l'agente di polizia infiltrato, Joaquín Gambín, detto il Grillo, ed anche conosciuto come il Rubio (biondo) o il Legionario, in questo accaduto. Fu lui che si infiltrò nella CNT per dirigere l'attentato. La pressione della stampa sulla polizia e l'assenza di Gambín nell'udienza del caso fecero sollevare sospetti sulla vera causa dell'attentato, provocando addirittura disaccordi tra il Pubblico ministero e la magistratura. Finalmente, verso la fine del 1981, Gambín fu arrestato dalla polizia durante una sparatoria a Valencia. Il caso Scala tornò ad aprirsi.
Nella seconda udienza del caso Scala Barcelona, nel dicembre del 1983 ci fu un solo accusato: Joaquín Gambín. La sentenza lo condannò a 7 anni di prigione per assistere alla manifestazione con armi e per preparare gli esplosivi. La CNT ha sempre dichiarato che questa tragedia fu orchestrata dal governo per frenare la diffusione del sindacato anarchico che pesò molto su tutta l'organizzazione sindacale.